# Barão de Utinga
Barão de Utinga é um título nobiliárquico brasileiro criado por D. Pedro II do Brasil, por decreto de 14 de março de 1860, a favor de Henrique Marques Lins.
Titulares
1. Henrique Marques Lins (1800—1877) – 1.º visconde de Utinga;
2. Florismundo Marques Lins (1838—1895) – filho do anterior.